# Hermann von Witte
Karl Julius Hermann Witte, seit 1882 von Witte (* 19. Dezember 1826 in Schenkenberg; † 20. August 1891 in Liegnitz) war ein preußischer Generalleutnant.

## Leben

### Herkunft
Hermann war der Sohn des Herrn auf Schenkenberg Karl Witte († 1846) und dessen Ehefrau Karoline, geborene Wolter († 1884).

### Leben
Nach dem Besuch des Gymnasiums in Prenzlau trat Witte am 28. März 1844 als Husar in das 7. Husaren-Regiment der Preußischen Armee ein und avancierte bis Mitte September 1845 zum Sekondeleutnant. Während der Niederschlagung des Polnischen Aufstandes in der Provinz Posen nahm er 1848 an den Gefechten bei Trebowo und Steszewo teil. Mitte September 1851 folgte seine Kommandierung zum Kavalleriestamm beim I. Bataillon im 18. Landwehr-Regiment in Posen. Daran schloss sich vom 1. November 1855 bis zum 31. März 1857 eine Kommandierung zur Dienstleistung als Eskadronführer bei der Eskadron des Landwehr-Bataillons im 40. Infanterie-Regiment (8. Reserve-Regiment) in Gräfrath an. Witte stieg Anfang Dezember 1856 zum Premierleutnant auf, war vom 4. Oktober 1858 bis zum 1. Juni 1859 als Eskadronsführer zur Dienstleistung beim 7. Landwehr-Husaren-Regiment kommandiert und wurde Ende Mai 1859 Rittmeister. Nach einer Kommandierung als Adjutant der 8. Division erfolgte am 1. Oktober 1860 die Ernennung zum Eskadronchef in seinem Stammregiment. In dieser Stellung nahm Witte 1866 während des Krieges gegen Österreich an den Kämpfen bei Hühnerwasser, Münchengrätz, Prasek sowie Königgrätz teil und erhielt für sein Wirken den Kronen-Orden IV. Klasse mit Schwertern.
Witte stieg am 25. Mai 1867 zum Major auf und wurde am 22. März 1868 als etatmäßiger Stabsoffizier in das Pommersche Husaren-Regiment (Blüchersche Husaren) Nr. 5 nach Stolp versetzt. Ab Mitte November 1868 war er für drei Monate zu Ausbildungszwecken an das Militärreitinstitut kommandiert. Im Krieg gegen Frankreich nahm Witte 1870/71 mit seinem Regiment an den Kämpfen bei Marolles, Artenay, Coulmiers, Meung, Sedan, Orleans, Beaugency und Le Mans teil. Ausgezeichnet mit dem Eisernen Kreuz II. Klasse wurde Witte nach dem Friedensschluss unter Stellung à la suite seines Regiments nach Württemberg kommandiert, um als Kommandeur das 2. Dragoner-Regiment Nr. 26 zu übernehmen. Er avancierte bis Mitte September 1874 zum Oberst, wurde am 23. Dezember 1874 mit der Führung der 26. Kavallerie-Brigade (1. Königlich Württembergische) beauftragt und am 18. Januar 1881 mit der Beförderung zum Generalmajor zum Brigadekommandeur ernannt.
Kaiser Wilhelm I. erhob Witte am 4. März 1882 in den erblichen preußische Adelsstand. Außerdem zeichnete er ihn anlässlich des Ordensfestes im Januar 1884 mit dem Roten Adlerorden II. Klasse mit Eichenlaub sowie am 23. September 1885 mit dem Kronen-Orden II. Klasse mit Stern und Schwertern am Ringe aus. Am 12. Januar 1886 wurde Witte von seinem Kommando nach Württemberg enthoben und unter Verleihung des Charakters als Generalleutnant mit Pension zur Disposition gestellt. König Karl würdigte ihn nach seiner Verabschiedung am 24. Dezember 1887 mit dem Großkreuz des Friedrichs-Ordens.
Er starb am 20. August 1891 in Liegnitz.

### Familie
Witte heiratete am 15. Juli 1850 in Posen Marie Krieger (1832–1851), eine Tochter des Oberamtmanns von Bogdanowa Georg August Krieger. Aus der Ehe ging die Tochter Anna Marie (* 1851) hervor.